# Vere Fane (5e comte de Westmorland)
Vere Fane, 5e comte de Westmorland (25 mai 1678 - 19 mai 1698), titré Lord le Despenser entre 1691 et 1693, est un pair britannique et membre de la Chambre des lords. 

## Biographie
Il est le deuxième fils (mais le fils survivant le plus âgé) de Vere Fane (4e comte de Westmorland) et de sa femme Rachel Bence; ainsi que le frère aîné de Thomas Fane et John Fane . À la mort de son père en 1693, Vere Fane hérite du comté de Westmorland, ainsi que des autres titres de son père de baron Burghersh et Lord le Despenser. Fane est mort en 1698 à l'âge de 19 ans, célibataire et sans aucun enfants et son frère cadet Thomas lui succède .